# ビス(アリル)ニッケル
ビス(アリル)ニッケル（英語: Bis(allyl)nickel）は、化学式がNi(η3-C3H5)2で表される有機ニッケル化合物である。ニッケル(II)にアリル配位子が2個結合している。分子は反転対称である。室温では揮発性の黄色の液体。

## 合成と反応
アリルマグネシウムブロミドと無水塩化ニッケル(II)との反応で得られる。ドイツ人化学者のギュンター・ウィルクらによって初めて合成された。同グループは、この錯体と一酸化炭素とを反応させることにより、テトラカルボニルニッケルと1,5-ヘキサジエンが得られると報告している。
ブタジエンの三量体化を触媒する。
第三級ホスフィンにより、テトラキス誘導体を与える。このような反応は18電子付加物を介して進行する。
Ni(C
3H
5)
2  +  PR
3   →   Ni(C
3H
5)
2(PR
3)
Ni(C
3H
5)
2PR
3   →   Ni(CH
2=CHCH
2CH
2CH=CH
2)(PR
3)
Ni(CH
2=CHCH
2CH
2CH=CH
2)(PR
3)  +  3 PR
3   →   Ni(PR
3)
4  +  CH
2=CHCH
2CH
2CH=CH
2